# Велики
Велики (енгл. Big) је америчка фантастична комедија из 1988. у режији Пени Маршал. У њему глуми Том Хенкс као одрасли Џош Баскин, дечак који пожели да буде „велик“, а затим преко ноћи одраста. У филму такође глуме Елизабет Перкинс, Дејвид Москов, Џон Херд и Роберт Лођа, а сценаристи су Гери Рос и Ен Спилберг.
По изласку, Велики је наишао на широко признање критике, посебно због Хенксовог наступа. Био је то и огроман комерцијални успех, зарадио је 151 милион долара широм света у односу на продукцијски буџет од 18 милиона долара, и показао се кључним за Хенксову каријеру, што га је довело до великог извлачења на благајнама, као и фаворита критике. Филм је номинован за Оскара за најбољег глумца (Хенкс) и за најбољи оригинални сценарио.

## Радња
Дванаестогодишњем Џошу Баскину је речено да је пренизак за карневалску вожњу под називом Супер Лупс док покушава да импресионира девојчицу. Утучен, он убацује новчић у старинску гатару звану Золтар и пожели да буде „велик“. Издаје картицу на којој пише „Ваша жеља је испуњена“, али Џош открива да је машина све време била искључена из струје.
Следећег јутра, Џош открива да је одрастао у одраслу особу (испоставило се да Золтар машина заправо може да оствари жеље); покушава да лоцира машину, али открива да је карневал кренуо на своје следеће одредиште. Враћајући се кући, покушава да објасни своју невољу својој мајци, која га прети и јури из куће мислећи да је странац који је отео њеног сина. Затим проналази свог најбољег пријатеља Билија и убеђује га у свој идентитет певајући реп који само они знају. Уз Билијеву помоћ, сазнаје да ће му требати најмање шест недеља да поново пронађе Золтар машину, па Џош изнајмљује кућицу у Њујорку и добија посао као службеник за унос података у компанији MacMillan Toy.
Џош упознаје власника компаније, у ФАО Шварц-у и импресионира га својим увидом у тренутне играчке и дечјим ентузијазмом. Они свирају дует на ходајућем клавиру, а Макмилан позива Џоша на велики састанак маркетиншке кампање са вишим руководиоцима. Неимпресиониран играчком која се баца, Џош шокира и изазива руководиоце једноставном изјавом да играчка није „забавна“, и док његови наредни предлози подстичу тим за нове идеје, он зарађује анимозитет Пола Девенпорта, тренера вођа. У међувремену, задовољан промовише Џоша у потпредседника за развој производа. Убрзо привлачи пажњу Сузан Лоренс, колегинице извршне власти, и почиње да се развија романса, на велико ужас њеног бившег дечка, Девенпорта. Џош постаје све више уплетен у свој „одрасли“ живот тако што проводи време са њом, дружи се са њеним пријатељима и има сталну везу. Његове идеје постају вредна средства за MacMillan Toy; међутим, почиње да заборавља како је бити дете, а његов густ распоред ретко му дозвољава да проводи време са Билијем.
Макмилан тражи од Џоша да изнесе предлоге за нову линију играчака. Он је заплашен потребом да се формулишу пословни аспекти предлога, али Сузан каже да ће се она побринути за крај посла док он дође са идејама. Ипак, осећа се под притиском и жуди за старим животом. Када он изрази сумњу Сузан и покуша да објасни да је он заиста дете, она то тумачи као страх од његове обавезе и одбацује његово објашњење.
Џош сазнаје од Билија да је Золтар машина сада у Си Поинт Парку и одлази усред своје презентације Макмилану и осталим руководиоцима. Сузан такође одлази и наилази на Билија, који јој говори где је Џош отишао. У парку, Џош проналази машину, искључује је и пожели да постане „поново дете“. Тада се суочава са Сузан јер је побегао, али када је видео машину и богатство које му је дала, схвата да је говорио истину, а она постаје малодушна јер схвата да ће се њихова веза завршити. Он јој каже да је уживао у заједничком дружењу и предлаже јој да користи машину како би пожелела да буде млађа, иако она то одбија и нуди да га одведе кући.
Након што је поделио емоционално збогом са Сузан, Џош се поново претвара у дете пре него што се поново уједини са својом породицом и Билијем.

## Улоге
| Глумац           | Улога                |
| ---------------- | -------------------- |
| Том Хенкс        | Џош Баскин           |
| Дејвид Москов    | млади Џош            |
| Елизабет Перкинс | Сузан Лоренс         |
| Џон Херд         | Пол Девенпорт        |
| Џаред Раштон     | Били Френсис Копецки |

## Продукција
Речено је да је италијански филм Да гранде (1987) инспирација за Велики.
Стивен Спилберг је био везан за режију филма и желео је да постави Харисона Форда као Џоша, али је Спилберг одустао када му се родио син Макс. Кевину Костнеру, Стиву Гутенбергу, Ворену Бејтију и Денису Квејду понуђена је улога Џоша, а сви су је одбили. Алберту Бруксу је такође понуђена улога, али ју је одбио јер није желео да игра дете. Џон Траволта је желео да игра Џоша, али студио није био заинтересован за његову улогу. Шон Пен је разматран за улогу Џоша, али Маршал га је сматрао премладим, Гери Бјузи је био на аудицији за улогу Џоша, али Маршал није мислио да може да извуче улогу одрасле особе. Енди Гарсија је читао за Џоша, али један од директора студија није желео да потроши 18 милиона за „дете да одрасте у Порториканац“ (Гарсија је заправо Кубанац). Дебра Вингер је покушала да убеди Маршала да препише Џоша у Жену. Роберт Де Ниро је добио главну улогу са Елизабет Перкинс. Касније је одустао због "конфликта у распореду" и заменио га је Том Хенкс.

## Пријем

### Критички одговор
„Њујорк тајмс“ је похвалио наступ Москова и Раштона, рекавши да филм „има веродостојне манире младих тинејџера из два права дечака у глумачкој екипи и то само чини смешан, беспрекоран утисак господина Хенкса још лепшим“. Џон Сајмон из National Review-а описао је филм као „довршену, симпатичну и никако безумну фантазију“.
Филм је номинован за Оскара за најбољег глумца (Хенкс) и за најбољи оригинални сценарио. На додели Златног глобуса, филм је био номинован за најбољи филм – мјузикл или комедија, док је Хенкс био номинован (и добио) за најбољег глумца – мјузикл или комедија.
На агрегатору рецензија Rotten Tomatoes, филм је добио оцену „сертификовано свеже“ од 97% на основу 74 рецензије, са просечном оценом 7,90/10. Критички консензус веб-сајта гласи: „Освежавајуће сладак и неоспорно смешан, Биг је излог за Тома Хенкса, који зарони у своју улогу и улива јој шарм и изненађујућу дирљивост“. На Метакритик-у, филм има просечну пондерисану оцену од 73 од 100, на основу 20 критичара, што указује на „генерално повољне критике“. Публика је дала филму просечну оцену „А“ на скали од А+ до Ф.
Филм је на 23. месту Бравових 100 најсмешнијих филмова. Године 2000. био је на 42. месту на листи Америчког филмског института „ 100 година…100 смеха “. У јуну 2008, АФИ га је прогласио десетим најбољим филмом у жанру фантазије. 2008. године Empire га је одабрао као један од „500 најбољих филмова свих времена“.
Велики је био део серије филмова близанаца са заплетом који мења узраст произведен крајем 1980-их.
Филм је препознат од стране Америчког филмског института на овим листама:
- 2000: 100 година АФИ...100 смеха – #42[27]
- 2008: АФИ-јевих 10 најбољих 10 : #10 Фантастични Филм[28]

### Благајна
Филм је почео са 2. местом са 8,2 милиона долара током првог викенда. На крају би зарадио преко 151 милион долара (116 милиона долара у САД и 36 милиона долара на међународном нивоу). Био је то први дугометражни филм који је режирала жена који је зарадио преко 100 милиона долара.

## Адаптације

### Бродвејски мјузикл
Године 1996. од филма је направљен мјузикл за сцену Бродвеја . Садржала је музику Дејвида Шира, текстове Ричарда Малтбија млађег и књигу Џона Вајдмана. У режији Мајка Окрента, у кореографији Сузан Строман, отворен је 28. априла 1996, а затворен 13. октобра 1996, после 193 представе.

### Телевизијска емисија
Први покушај адаптације филма као ТВ серије догодио се 1990. године, са пилотом ситкома произведеним за ЦБС у којем су глумили Брус Норис као Џош, Алисон Лаплака као Сузан и Дарен Макгавин као господин Мекмилан; није покупљена као серија.
Дана 30. септембра 2014, Фокс је објавио да је планиран ТВ римејк, лабаво заснован на филму. Сценарио и извршну продукцију Кевин Бигел и Мајк Ројс, бавио се тиме шта значи бити одрастао и дете у садашњости.

## У популарној култури
Измишљена машина за прорицање судбине Золтар говори приказана у филму направљена је по узору на стварну машину Золтан из 1960-их, име које се разликује за једно слово. Године 2007. аниматроничка компанија Characters Unlimited са седиштем у Невади добила је заштитни знак за Золтар говори  и почела је да продаје машине за прорицање судбине са тим именом.
Филм се помиње у филму Шазам! из 2019. У сцени у којој докторка Сивана јури Билија Бетсона у продавницу играчака, Били несвесно ступа на ходајући клавир и накратко га свира пре него што га је Сивана избила кроз прозор. Поред тога, радње оба филма су усредсређене на дете које се магично трансформише у одраслу особу.
Велико ускршње јаје појавило се у серији Ред сезони 2, епизоди 2, под називом „Слободни радикали, други део“. У епизоди, Алиса показује Џеку (Џејк Менли) њихов трезор магичних артефаката, који Алиса описује као „куцајуће срце Реда“. Ово место има све од Екскалибура до Ковчега завета. Док је тамо, Золтарова машина за прорицање судбине из Великог упада Џеку у очи. Алиса објашњава да је то "зачарана" Золтар машина која испуњава жеље. Након што је Џек рекао да жели да зна свог мајора, Алиса га брзо упозорава да је Золтар „мало варалица“ који „иронично испуњава твоје жеље“. Машина, која се налази међу артефактима које је украо демон који су позвали витезови Светог Кристофора, може се уочити у више епизода.